# Waitahaia (rivière)
La rivière Waitahaia   (en anglais : Waitahaia River) est un cours d'eau de la vallée de  Waiapu (en) dans la région de  Gisborne dans l’Île du Nord  de la Nouvelle-Zélande.

## Géographie
Elle s’écoule vers le nord-est à partir de l’extrémité sud de la chaîne de Raukumara (en) pour atteindre la rivière Mata à 20 km à l’ouest de la ville de Te Puia Springs. Elle est renommée pour ses truites brunes , une espèce européenne de poissons introduite en Nouvelle-Zélande pour la pêche à la fin des années 1860.